# Christophe Fouquet
Pour les articles homonymes, voir Fouquet.
Christophe Fouquet, né le 5 mai 1975 à Paris, est un bobeur français. Il participe aux Jeux olympiques d'hiver de 2006 à Turin (Italie) dans l'épreuve du bob à quatre. Il avait déjà pris part aux Jeux olympiques d'hiver de 2002 à Salt Lake City (États-Unis), où le bob à quatre français avait pris la cinquième place. Il est pousseur gauche.
Il a arrêté sa carrière internationale après Turin en 2006.

## Palmarès
- Championnats d'Europe
  -  Médaille d'or du bob à quatre en 2000
  -  Médaille d'argent du bob à quatre en 2002

- Championnats de France
  -  Médaille d'or du bob à quatre en 2003, 2005, et 2006